# Habevolutopsius sakhalinensis
Habevolutopsius sakhalinensis is een slakkensoort uit de familie van de Buccinidae. De wetenschappelijke naam van de soort is voor het eerst geldig gepubliceerd in 1985 door Kantor.